# Open Comunidad de Madrid 2022
L'Open Comunidad de Madrid 2022 è stato un torneo maschile di tennis professionistico. È stata la 1ª edizione del torneo, facente parte della categoria Challenger 80 nell'ambito dell'ATP Challenger Tour 2022. Si è svolto dall'11 al 17 aprile 2022 sui campi in terra rossa del Club de Campo Villa de Madrid di Madrid, in Spagna.

## Partecipanti

### Teste di serie
| Nazionalità   | Giocatore               | Ranking* | Testa di serie |
| ------------- | ----------------------- | -------- | -------------- |
| Spagna        | Roberto Carballés Baena | 79       | 1              |
| Brasile       | Thiago Monteiro         | 116      | 2              |
| Spagna        | Feliciano López         | 118      | 3              |
| Spagna        | Fernando Verdasco       | 120      | 4              |
| Germania      | Mats Moraing            | 125      | 5              |
| Francia       | Lucas Pouille           | 135      | 6              |
| Taipei cinese | Tseng Chun-hsin         | 140      | 7              |
| Serbia        | Nikola Milojević        | 141      | 8              |
| Australia     | Christopher O'Connell   | 153      | 9              |

* Ranking al 4 aprile 2022.

### Altri partecipanti
I seguenti giocatori hanno ricevuto una wild card per il tabellone principale:
- Roberto Carballés Baena
- Miguel Damas
- Lucas Pouille

Il seguente giocatore è entrato in tabellone con il ranking protetto:
- Sebastian Ofner

I seguenti giocatori sono entrati in tabellone come alternate:
- Duje Ajduković
- Mathias Bourgue

I seguenti giocatori sono passati dalle qualificazioni:
- Yshai Oliel
- Raul Brancaccio
- Oriol Roca Batalla
- Oleksii Krutykh
- Pedro Sousa
- Johan Nikles

Il seguente giocatore è entrato in tabellone come lucky loser:
- Javier Barranco Cosano

## Campioni

### Singolare
Pedro Cachín ha sconfitto in finale  Marco Trungelliti con il punteggio di 6–3, 6(3)–7, 6–3.

### Doppio
Adam Pavlásek /  Igor Zelenay hanno sconfitto in finale  Rafael Matos /  David Vega Hernández con il punteggio di 6-3, 3-6, [10-6].